# Conservation architecturale

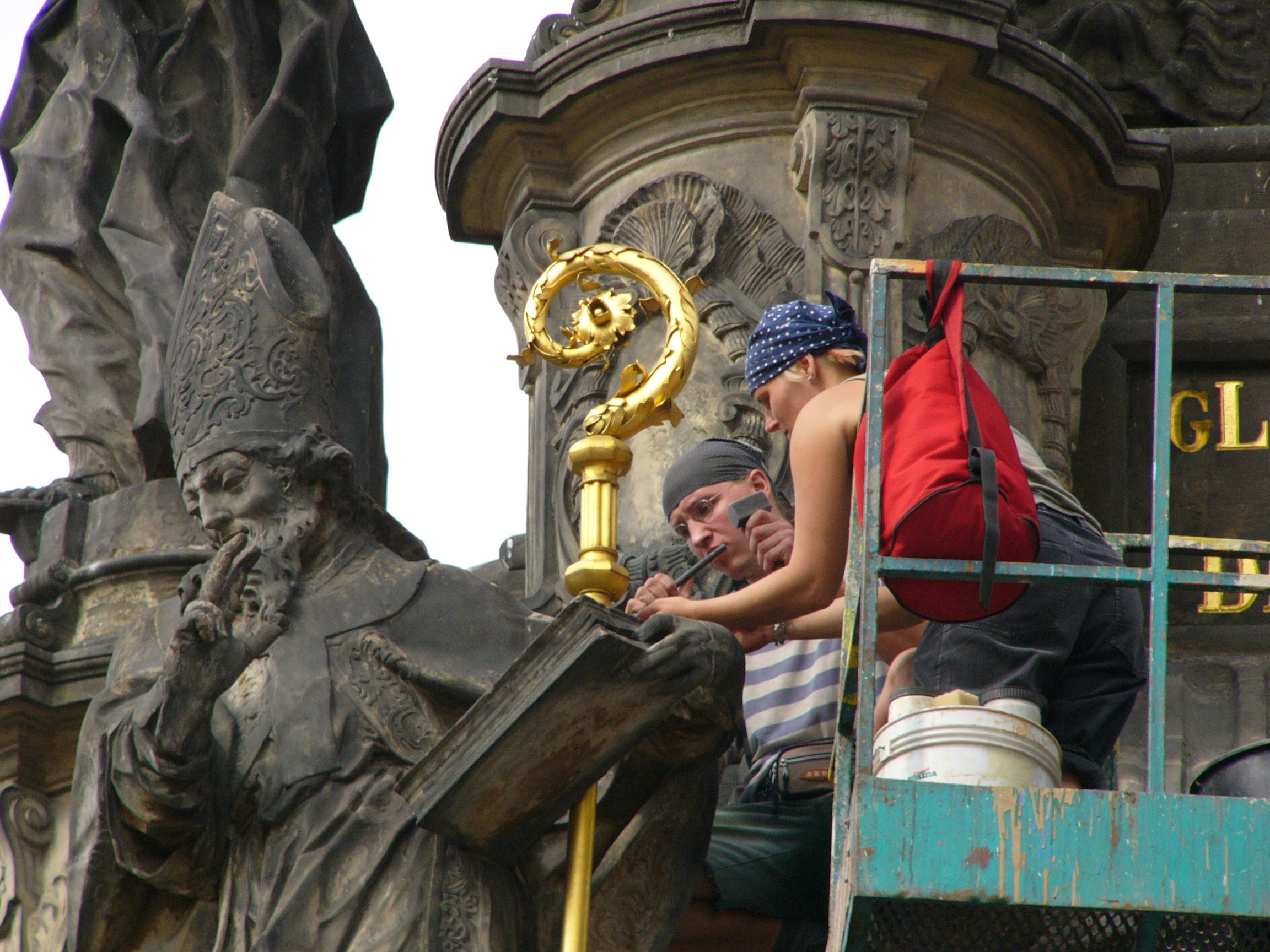
Révision et conservation de la Colonne de la Sainte Trinité d'Olomouc (République tchèque) en 2006.

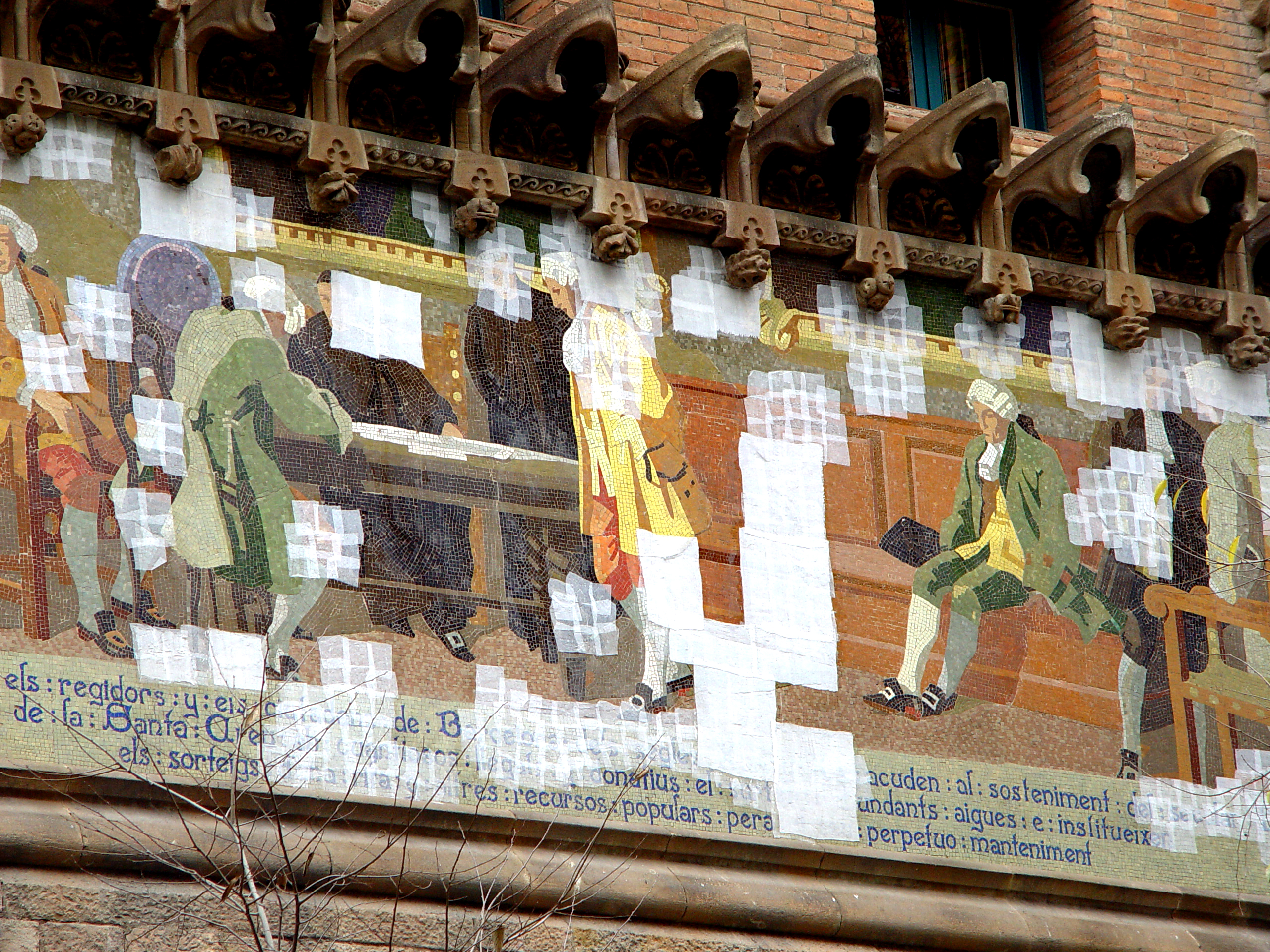
Rustines sur une mosaïque murale de l'hôpital de Sant Pau (Barcelone).

La conservation du patrimoine architectural décrit le processus par lequel la matérialité, l'histoire et l'intégrité conceptuelle du patrimoine bâti et de l'humanité sont prolongées par des interventions soigneusement planifiées. La personne engagée dans cette recherche est un restaurateur en architecture. Les décisions de quand et comment s'engager dans une intervention sont essentielles à la conservation de l'objet ultime immobilier. En fin de compte, la décision est fondée sur des valeurs : une combinaison de valeurs artistiques, contextuelles et d'information est normalement considérée. Dans certains cas, la décision de ne pas intervenir peut être le choix le plus approprié.

## Définition étroite
La conservation du patrimoine architectural traite des questions de la prolongation de la vie et de l'intégrité architecturale, c'est-à-dire la forme et le style, et/ou ses matériaux constitutifs tels que la pierre, la brique, le verre, le métal et le bois. En ce sens, le terme se réfère à « l'utilisation professionnelle d'une combinaison de la science, de l'art, de l'artisanat, et de la technologie comme un outil de conservation » et est allié avec ses champs apparentés de la conservation de l'environnement historique et la conservation de l'art.

## Définition large
En plus de la conception et de la définition de l'art / science décrite ci-dessus, la conservation architecturale se réfère également aux questions de l'identification, de politique, de réglementation et de sensibilisation liées à l'ensemble du patrimoine culturel et de l'environnement bâti.
Ce large champ d'application reconnaît que la société dispose de mécanismes pour identifier ses valeurs historiques et ses ressources culturelles, la capacité de créer des lois pour protéger ces ressources, et d'élaborer des politiques et des plans de gestion pour l'interprétation, la protection et l'éducation.
Généralement, ce domaine fonctionne comme une spécialisation de la planification urbaine, et ses praticiens sont des professionnels en conservation de l'environnement historique.